# Partido Obreiro Galego
El Partido Obreiro Galego (POG), fou un partit gallec marxista i nacionalista. Tenia aproximadament 200 militants en 1977, principalment a Vigo i Santiago de Compostel·la.
En 1977 Camilo Nogueira liderava un grup que es va escindir del BNPG, partidari de major pluralisme ideològic, la col·laboració amb altres forces i l'acceptació de l'autonomia com un primer pas per a l'autogovern. En octubre funda un nou partit en el que s'integren a més membres procedents de l'Asemblea Nacional-Popular Galega, Partit Comunista de Galícia, Partit Socialista Gallec, Partit dels Treballadors i Moviment Comunista de Galícia. Els líders del nou partit són Camilo Nogueira i Xan López Facal. Després del I Congrés s'integra en la coalició Unidade Galega per a participar en les eleccions generals i municipals de 1979. Propugnà el vot en blanc en el referèndum de l'Estatut de 1980.
En desembre de 1980 es refundà amb el nom d'Esquerda Galega.